# Будаєв Павло Антонович
Павло Антонович Будаєв (17 листопада 1892, село Тостяково Тверської губернії, тепер Краснохолмського району Тверської області, Російська Федерація — 1958, місто Москва, тепер Російська Федерація) — радянський профспілковий діяч, голова Всеукраїнського комітету профспілки робітників харчової і смакової промисловості. Член Центральної Контрольної Комісії ЦК КП(б)У в травні 1924 — грудні 1925 року. Член Ревізійної Комісії ЦК КП(б)У в грудні 1925 — листопаді 1927 року. Член ВУЦВК.

## Життєпис
Народився в бідній селянській родині. Закінчив чотирикласне початкове училище. З дванадцятирічного віку працював допоміжним робітником на складі, був слугою в трактирах міста Красний Холм Тверської губернії.
У 1908—1917 роках працював у пекарні Філіпова та в інших приватних булочних Санкт-Петербурга. Був активістом Петербурзької спілки булочників, вибирався членом правління спілки, писав статті і повідомлення в професійних журналах «Голос булочника та кондитера», «Булочник і кондитер», «Життя пекарів».
Член РСДРП(б) з 1912 року.
У вересні 1912 року за революційну діяльність був висланий на два роки під гласний нагляд поліції в місто Красний Холм, але потрапив під амністію у зв'язку із 300-літтям династії Романових у лютому 1913 року і повернувся до Санкт-Петербурга.
У 1913 році обраний секретарем Спілки булочників Санкт-Петербурга і головою осередку більшовиків у спілці. Після закриття Спілки булочників брав участь в організації нелегальної профспілки пекарів. У 1915 році очолив більшовицьку організацію пекарів Виборзького району Петрограда, у 1916 році став редактором та автором випущеного нею на гектографі нелегального збірника «Питання війни». Після арешту учасників профспілки перейшов на нелегальний стан, працював допоміжним робітником Аеропланного заводу в Новому селі біля Петрограда.
У 1917 році — член правління Спілки булочників. У березні 1917 року обраний депутатом Петербурзької ради від Спілки булочників.
З травня 1917 року — технічний секретар Рождественського районного комітету РСДРП(б) Петрограда.
З вересня 1917 року — голова Петроградської спілки робітників борошняних виробів (Спілки харчовиків). Був секретарем Організаційного бюро із скликання Всеросійської конференції профспілок у Петрограді. У листопаді 1917 року на І-й Всеросійській конференції робітників харчової промисловості вибраний членом Центральної ради спілки.
На початку 1918 року введений до складу Ради народного господарства Північного району (місто Петроград) та вибраний членом президії Ради народного господарства. Керував націоналізацією підприємств харчової промисловості. Влітку 1918 року короткий час працював в Центральній петроградській продовольчій управі, потім повернувся до роботи в Раді народного господарства.
Весною 1919 року був мобілізований до Червоної армії, але незабаром відкликаний на партійну роботі. У червні 1919 року був кооптований в члени Бюро Петроградського комітету РКП(б), керував справами Петроградського комітету РКП(б). З 31 липня по грудень 1919 року — завідувач відділу статистики та інформації при Петроградському комітеті РКП(б), з серпня по грудень 1919 року також працював скарбником Петроградського комітету РКП(б).
У січні 1920 — листопаді 1921 року — секретар ЦК Спілки харчовиків у Москві. Був учасником агітаційного пароплаву ВЦВК «Красная звезда».
У листопаді 1921 — травні 1927 року — уповноважений ЦК Спілки харчовиків в Україні; голова Всеукраїнського комітету Спілки харчовиків (профспілки робітників харчової і смакової промисловості).
У травні 1927 — жовтні 1928 року — голова ЦК Спілки харчовиків у Москві.
З жовтня 1928 року — начальник Управління млинарської промисловості та на інших керівних посадах у Народному комісаріаті постачання СРСР.
У 1930 році закінчив економічне відділення при Інституті червоної професури, працював викладачем соціально-економічних дисциплін.
З травня 1933 року — начальник особливої інспекції Московської ради із видачі та використання продовольчих карток.
З літа 1935 року викладав у навчальному комбінаті хлібопечення в Москві.
З 1938 року завідував партійним кабінетом московської швейної фабрики «Красная Оборона», потім був консультантом партійного кабінету.
З жовтня 1941 по 1946 рік — в Червоній армії. До березня 1945 року був начальником агітаційної машини та лектором в частинах протиповітряної оборони РСЧА біля Москви (84-му районі авіаційного базування, Особливій Московській армії протиповітряної оборони). З березня 1945 по 1946 рік — агітатор політичного відділу Управління Центрального фронту протиповітряної оборони в Москві.
Після демобілізації в 1946 році повернувся до партійного кабінету московської швейної фабрики «Красная Оборона». Був також співробітником районного комітету ВКП(б) міста Москви.
З 1953 року — персональний пенсіонер союзного значення в Москві.
Помер у 1958 році в Москві.

## Звання
- капітан
- майор

## Нагороди і відзнаки
- орден Червоної Зірки (14.05.1945)
- медаль «За перемогу над Німеччиною у Великій Вітчизняній війні 1941—1945 рр.» (1945)
- медалі